# Turó dels Pujals
El Turó dels Pujals és una muntanya de 777 metres que es troba al municipi de la Vall de Bianya, a la comarca catalana de la Garrotxa.